# 王郁 (建文進士)
王郁（1370年—？），字文愽，直隸鳳陽府宿州靈璧人，明朝政治人物。進士出身。

## 生平
縣學生，應天府鄉試第四十七名。建文二年（1400年）庚辰科會試第二十五名，殿試登進士三甲。

## 家族
曾祖父王朝、祖父王通，父亲王聚。